# Renault Monasix
Renault Monasix (тип RY) — автомобиль малого («семейного») класса, переднемоторный, заднеприводный, с шестицилиндровым карбюраторным двигателем, выпускавшийся фирмой «Рено» в 1927 — 1932 гг.

## Модификации
- RY : 1927 — 1928 г. вып. Особенности модели — расположение радиатора позади двигателя, из-за чего решётки радиатора впереди нет, только боковые решётки на капоте. Багажные отделения под дверьми.
- RY1: 1928 — 1929 г. вып. Радиатор по-прежнему позади двигателя, но багажных ящиков под дверьми уже нет.
- RY2: 1929 — 1931 г. вып. Радиатор переместился вперёд, появилась передняя решётка радиатора, боковые упразднены.
- RY3: 1931 — 1932 г. вып. Радиатор впереди, решётки и впереди, и по бокам.

Модификация Monastella отличалась от Monasix лишь декоративными деталями.

## На рынке
Модель на рынке можно счесть провальной, потому что при её длине и массе двигатель оказался слишком маломощным, что приводило к трудностям в управлении. Вообще, 1,476 см3 двигатель был одним из самых маленьких шестицилиндровых двигателей на тот момент.
Основанная в 1928 году «Compagnie Générale des voitures à Paris», крупнейший в Париже оператор такси, закупил в общей сложности 5 000 машин, окрашенных в тот же оттенок зелёного, в который красили парижские автобусы. Последние машины отставлены от работы лишь в 1962 году.
Monasix принял участие в ралли в Марокко в 1928.
В 1932 году модель уступила место Renault Monaquatre.